# Долина Голубів
Долина Голубів - одна з долин Каппадокії у Туреччині, відома своїм мальовничим ландшафтом.
Долина Голубів - частина Національного парку Гьореме. Розташована в його південно-західній частині.
Вздовж лівого схилу долини прокладена стежка, яка з'єднує  Учісар  та  Гьореме.

## Етимологія назви
Назва Долини Голубів походить від великої кількості птахів, які живуть у поглибленнях схилів та верхівках скель-перібаджалари долини. Місцеві жителі додатково заохочують голубів до гніздування у долині, бо пташиний послід є природним добривом, який збагачує  ґрунт та сприяє його структуруванню.

## Опис
Долина Голубів - лінійно витягнута від'ємна форма рельєфу. Протяжність долини близько 4 км.
Виток та гирло ущелини відомі своїми скелями-перібаджалари у вигляді конусів. Стіни ущелини мають вигляд колоноподібних барельєфів природного походження.

## Розташування
Долина Голубів, як і вся Каппадокія, розміщена в центральній частині Анатолі́йського плоскогі́р'я. Анатолі́йське плоскогі́р'я припідняте над рівнем моря на висоту 900-1500 м.

## Утворення та морфологія
На утворення Долини Голубів вплинули базові ендогенні та екзогенні процеси. Серед ендогенних варто згадати площинний магматизм. Магматизм зумовив літологію гірських порід - поширення туфів й базальтів.
З екзогенних над Долиною Голубів попрацювало фізичне вивітрювання, хімічне та біологічне вивітрювання, водна та вітрова ерозія. Зруйновані вивітрюванням та ерозією гірські породи зазнали діагенез. Новоутворена гірська порода зазнала вторинної інтенсивної вітрової ерозії. Внаслідок цього впливу й сформувався остаточний оригінальний ландшафт долини.
Наразі тип морфоструктури Долини Голубів: акумулятивно-денудаційна рівнина епігеосинклінальних поясів.

## Клімат
Анатолійське плоскогір'я, в межах якого розташована Каппадокія включно з Долиною Голубів, має континентальний, сухий клімат.

## Галерея

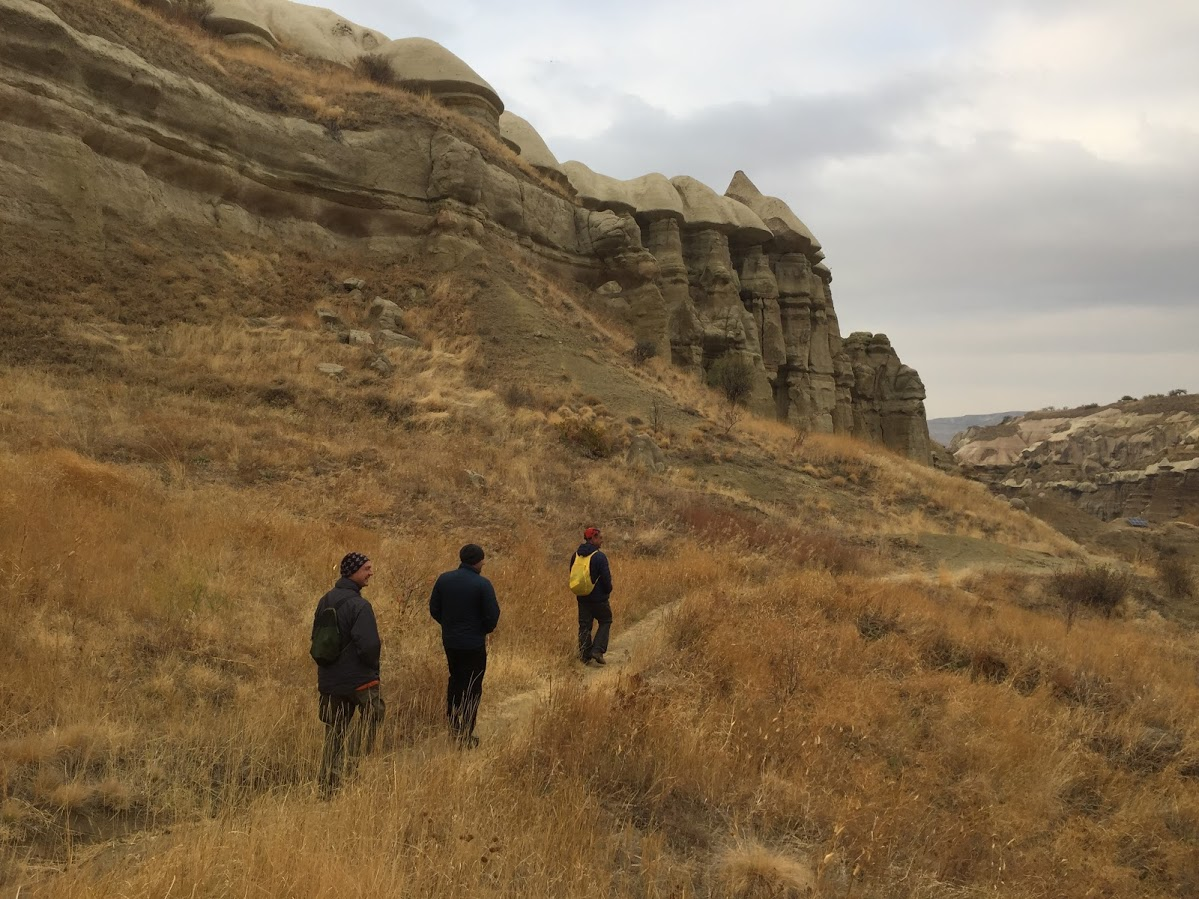
Долина Голубів. Стежка з Учісару до Гьореме
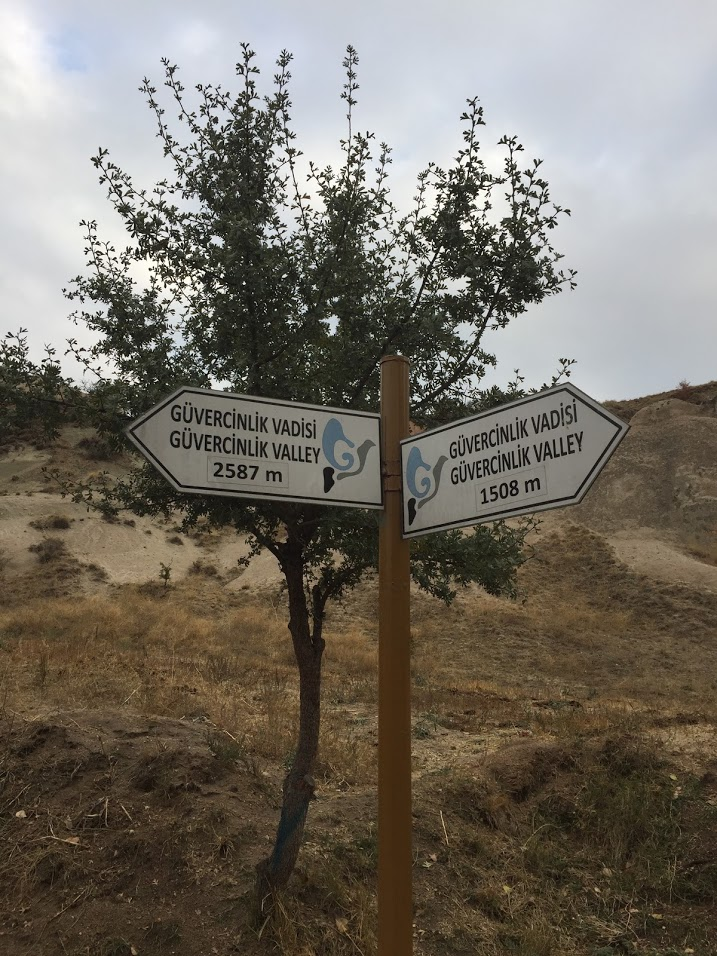
Вказівник напрямків у Долині голубів
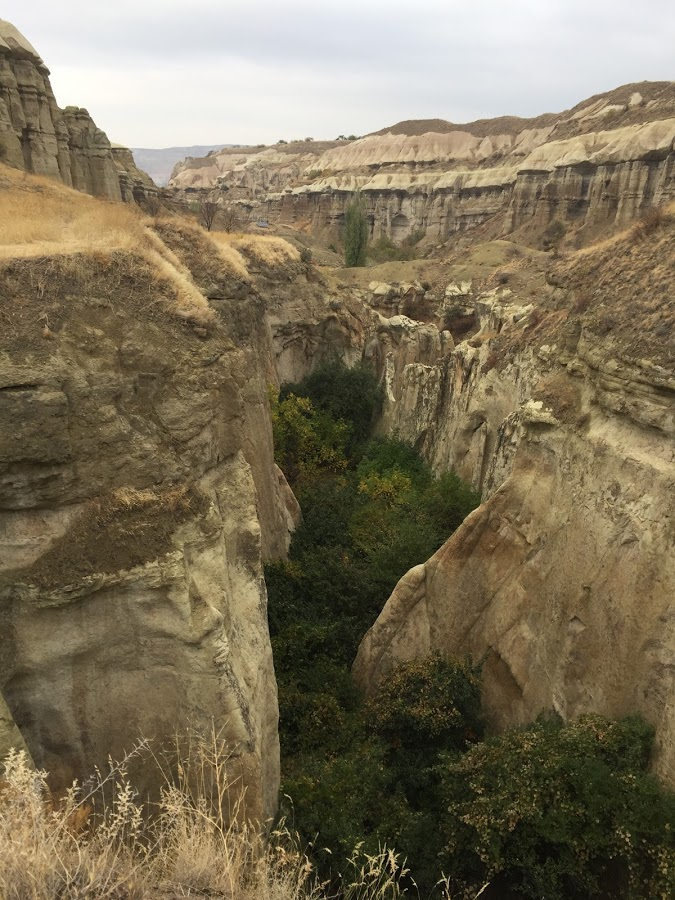
Долина Голубів. Листопад 2020